# روچنگ اینگ
روچنگ اینگ (به چینی: 英若诚‍) (زادهٔ ۲۱ ژوئن ۱۹۲۹ - درگذشته ۲۷ دسامبر ۲۰۰۳) هنرپیشه، کارگردان و نمایش‌نامه‌نویس اهل چین بود که از سال ۱۹۸۶ تا ۱۹۹۰ معاون وزیر فرهنگ چین بوده‌است. عمدهٔ شهرت وی به‌دلیل بازی در فیلم آخرین امپراتور است. او در سال ۱۹۸۲ در مینی‌سریال مارکو پولو درنقش قوبلای خان ایفای نقش کرد و در ۲۷ دسامبر ۲۰۰۳ در سن ۷۴ سالگی از دنیا رفت.